# Gervaise
Gervaise es una película francesa de 1956, dirigida por René Clément. Protagonizada por María Schell en el papel principal.
Inspirada en la novela L'Assommoir de Émile Zola.

## Sinopsis
Gervaise es una lavandera, abandonada con dos niños por su amante Lantier, que trata de mejorar con sus esfuerzos su posición.  Se convierte en la mujer de Coupeau, un obrero techista, serio y buena persona, pero un accidente lo condena a la inacción, el alcoholismo y la enfermedad. Lantier entretanto retorna a la ciudad y se vincula con Coupeau, impulsándolo aún más en su alcoholismo. A pesar de su coraje y de la amistad y el amor del herrero Goujet, ella no podrá luchar contra la degradación de Coupeau quien, incluso, en un ataque reduce a la ruina el negocio que había conseguido instalar Gervaise, y que era su razón de vivir, y poco después muere. El odio y la perfidia de Virginia a quien la unía una antigua historia y la condición social de obreras de la época, la hundirá en el alcoholismo en tanto que su pequeña Naná quedará en la calle librada a su suerte y se prostituirá.

## Reparto
- María Schell: Gervaise Macquart, la lavandera.
- François Périer: Coupeau, marido de Gervaise.
- Suzy Delair: Virginie Poisson, una rival de Gervaise.
- Armand Mestral: Lantier, el amante de Gervaise.
- Jany Holt: Señora Lorilleux.
- Mathilde Casadesus: Señora Boche, la portera.
- Florelle: Madre de Coupeau
- Micheline Luccioni: Clémence
- Lucien Hubert: Señor Poisson.
- Jacques Harden: Goujet, admirador de Gervaise.
- Jacques Hilling: Boche, el portero.
- Hélène Tossy: Señora Bijard
- Amédée: Señor Bottes
- Hubert de Lapparent: Señor Lorilleux
- Rachel Devirys: Señorita Fauconnier
- Jacqueline Morane: Señorita Gaudron
- Yvonne Claudie: Señorita Putois
- Georges Paulais: El vagabundo invitado a la fiesta.
- Gérard Darrieu: Charles, obrero del lavadero.
- Pierre Duverger: Señor Gaudron
- Marcelle Féry: La dueña del lavadero.
- Denise Péronne: Una lavandera
- Simone Duhart: La vendedora de Poisson.
- André Wasley: Padre Colombe
- Ariane Lancell: Adèle
- Aram Stéphan: El alcalde
- Georges Peignot: Señor Madinier
- Max Elbèze: Zidore
- Jean Relet: El sargento.
- Roger Dalphin: Un obrero
- Armand Lurville: El presidente del tribunal.
- Jean Gautrat: Bec Salé
- Christian Denhez: Etienne a los 8 años.
- Christian Férez: Etienne a los 13 años.
- Patrice Catineaud: Claude a los 6 años.
- Chantal Gozzi: Nana a los 5 años.
- Michèle Caillaud: Lalie
- Gilbert Sanjakian: El hijo de Boche a los 6 años.
- Yvette Cuvelier: Augustine a los 13 años.
- Bernard Musson: Un escribiente.
- Jean Daurand: Un obrero.
- Paul Préboist: Un espectador en el cabaret.
- Jacques Bertrand: El capataz de la fábrica.
- Palmyre Levasseur
- Pascal Bressy
- Julien Verdier
- Yvonne Dany

## Premios
Premios del Círculo de Críticos de Cine de Nueva York
| Categoría                           | Resultado |
| ----------------------------------- | --------- |
| Mejor película en lengua extranjera | Ganadora  |

- Premio BAFTA 1957 : al mejor actor (François Périer),  y a la mejor película (Francia)
- Premio FIPRESCI 1956 : a René Clément.
- Premio Copa Volpi 1956 : a la mejor actriz (María Schell)
- Premio Kinema Junpo 1957 : a la mejor película en idioma extranjero (René Clément)
- Premio Blue Ribbon 1957 : a la mejor película en idioma extranjero (René Clément)

## Comentarios
La película trata de la clase obrera en París, a partir de 1852, incluyendo los problemas con el alcoholismo que trascienden el lugar y la época. Como en una tragedia griega la protagonista se encamina hacia su destrucción pese a sus esfuerzos. 

## Crítica
"La película rebosa vitalidad… y una cierta frialdad subyacente se compensan por el sólido pulso narrativo del director. Éste dijo que no eran los problemas sociales de la novela, la embriaguez, lo que le interesaba, sino el destino de Gervaise encarnada por María Schell. Dicha actriz le había sido impuesta a Clément, que tenía la intención de doblarla con una actriz francesa, pero la película fue con la banda sonora original al Festival de Venecia para que ella pudiera optar al premio a la mejor actriz (que efectivamente ganó. Por consiguiente, los productores se negaron a doblarla y Clément entabló un pleito inútilmente. Dado que Gervaise es un espíritu noble reducido por la pobreza, María Schell se forma un concepto equivocado del papel, sonriendo a través de las lágrimas mientras va de desastre en desastre. Está en las antípodas de Lillian Gish, y probablemente, la insufrible caracterización es lo que hace que esta película, buena por lo demás, rara vez sea repuesta. François Périer se luce en el papel de marido inválido que se da a la bebida y Susy Delair se muestra vivaz aunque demasiado vengativa, como rival de Gervaise.